# 39814 Christianlegrand
39814 Christianlegrand è un asteroide della fascia principale. Scoperto nel 1997, presenta un'orbita caratterizzata da un semiasse maggiore pari a 2,5381777 au e da un'eccentricità di 0,1988367, inclinata di 7,01090° rispetto all'eclittica.